# 巴西国家博物馆火灾
巴西国家博物馆火灾发生于当地时间2018年9月2日19:30，位于里约热内卢的巴西国家博物馆遭遇严重火灾，随后倒塌。该馆拥有超过2,000万件藏品，巴西总统米歇尔·特梅尔称火灾造成的历史和文化遗产的损失“无法估量”。没有人员受伤的报道。

## 背景

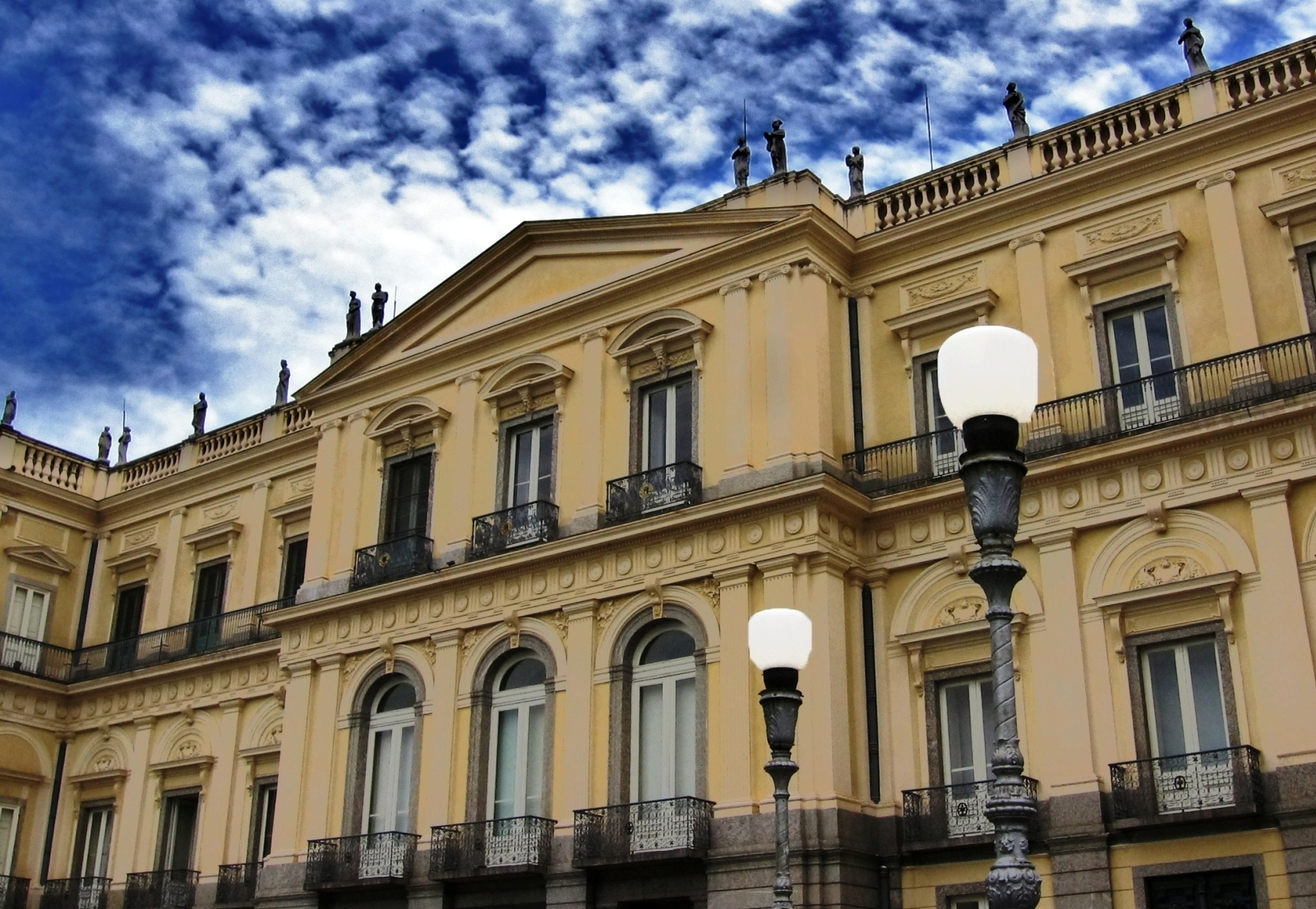
2004年的国家博物馆建筑物

由于舉辦2016年夏季奧林匹克運動會開支巨大，自2013年以来持续削减的预算，博物馆无法获得每年维护所需的50万雷亚尔（约25万美元——当时美元与其汇率为1比2，至2018走高至1比4以上），经费降至5.4万雷亚尔（约1.2万美元，2018年9月美金与其汇率为1比4.15）。博物馆出现了明显的欠缺维护迹象，如剥落的墙壁和裸露的电线。2018年6月，博物馆庆祝了成立200周年。
博物馆副馆长路易斯·费尔南多·迪亚斯·杜阿尔特指责了历届政府对博物馆的忽视。

## 火灾

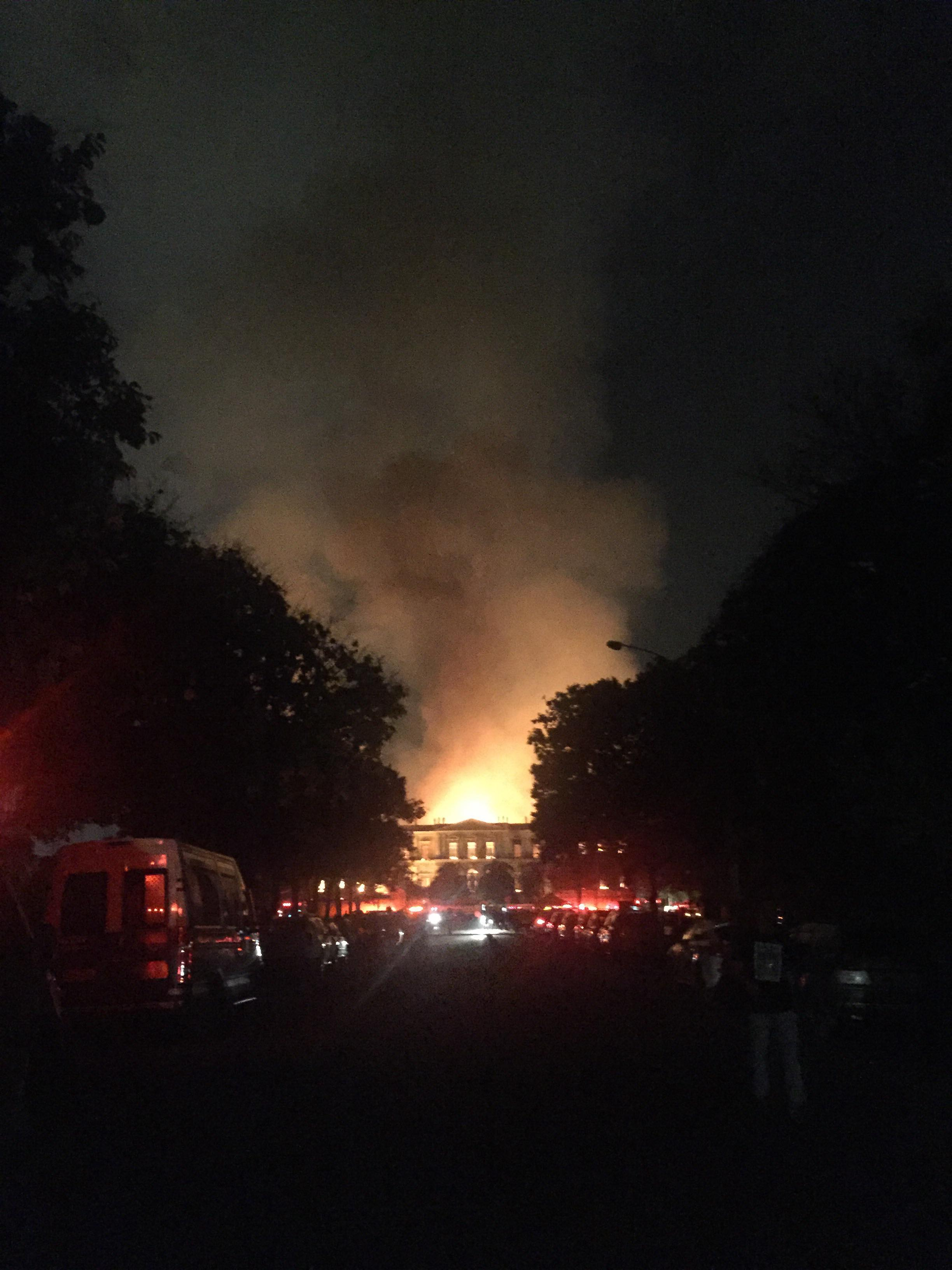
从很远的地方可以看到博物馆在燃烧

2018年9月2日，在闭馆后不久，位于佳景公园的国家博物馆大楼的三个楼层都发生了大火。消防员于当地时间19时30分接警，并迅速抵达现场。然而消防員卻發現最接近博物館的兩個消防栓水量不足，只好改從附近的一個湖取水救火。
21时，火灾开始失控，火焰很大并伴有偶发的爆炸，消防员努力扑救。数十民众前往佳景公园围观火灾。 
21时15分，一支专业的消防队进入大楼，试图封锁尚未被火焰吞噬的区域，并评估损坏的程度 
。
21时30分，整座建筑和主楼前两个区域的展览被大火吞没。在博物馆工作的4名保安人员设法逃脱。没有人员伤亡的报道。
21时45分，三家公司的消防员尝试扑救。消防员使用了两台带转盘梯子的消防车，还有两辆水车轮流为消防员供水。 
22时，博物馆的数十名员工加入灭火的行列。大楼的两层楼已经被摧毁，屋顶倒塌。根据埃德森·巴尔加斯·达席尔瓦的说法，图书管理员和一名在博物馆工作了43年的员工目睹了破坏事件，他们说：“纸张太多，木地板太多，有太多快速燃烧的东西。”
23时，博物馆建筑倒塌。

## 后续
由于火势过于剧烈，以及存在爆炸的危险，因此尚未完成对已毁坏物品的评估。社交媒体上的图片显示，一小部分藏品被从燃烧的建筑物中救出，至博物馆所在地里约热内卢当地时间9月3日中午仅抢救出72件展品，博物馆副馆长克里斯蒂安娜·塞雷若（Cristiana Serejo）说幸存的藏品应该不到总数的10%。博物馆有少部分的藏品位于其他建築并未受到影响，但火灾已经吞噬了大部分的展出藏品。至于非常靠近国家博物馆的里约热内卢动物园则没有遭到破坏。
9月3日巴西文化部长塞尔吉奥·萨·莱唐宣布了重建博物馆的四步措施。同天巴西教育部长罗西利·苏亚雷斯在保护建筑和现场安全方面，已承诺巴西教育部紧急拨款1,000万雷亚尔（约240万美元）用于保证博物馆楼体不倒塌以及现场安全。在制定重建计划和购买设备方面，教育部将与联合国教科文组织一起出资500万雷亚尔（约120万美元）。
在重建博物馆以及挽救藏品方面，巴西联邦政府希望依靠企业赞助。巴西总统特梅尔与金融界、企业界人士举行会议，号召私有企业为博物馆重建和文物保护提供赞助。教育部长苏亚雷斯还说，政府将为博物馆申请国际援助征集新的藏品。
据《纽约时报》消息，里约热内卢市市长马塞洛·克里韦拉则在Instagram上称，“从灰烬中重建”这一收藏是“国家的责任”，他建议根据照片重新制作复制品。

## 反应
国家历史和艺术遗产研究所的主席卡蒂婭‧波捷亞（Kátia Bogéa）评论说：“这是一场全国的和全世界的悲剧。每个人都可以看到这不是对巴西人民的一种损失，而是对整个人类来说的损失......这是一个悲剧，长期以来我们都知道巴西文化遗产没有预算。”
巴西总统特梅尔说，“国家博物馆的损失是无法估量的。今天是我国博物馆学的悲惨日子。两百年的工作，研究和知识都丢失了。由于帝国时期皇室所在的建筑遭到破坏，我们历史的价值将无法被衡量。对所有巴西人来说，这是一个悲伤的日子。”